# 片仔癀
片仔癀（へんしこう）は、中国の漢方薬。日本語文献では片仔廣とも記される。
1555年に作り出された。中国を代表する漢方薬のひとつ。製造元の漳州片仔癀薬業股份有限公司（福建省漳州市）は、政府機関認定の老舗企業（中華老字号）である。

## 参照
- 片仔癀工場見学記－中国でいちばん有名な漢方薬の秘密－